# Scelotes montispectus
Scelotes montispectus — вид сцинкоподібних ящірок родини сцинкових (Scincidae). Ендемік Південно-Африканської Республіки.

## Поширення і екологія
Scelotes montispectus відомі з кількох місцевостей, розташованих на західному узбережжі Західнокапській провінції ПАР. Вони живуть серед піщаних дюн, слабо порослих рослинністю.

## Збереження
МСОП класифікує стан збереження цього виду як близький до загрозливого. Scelotes montispectus загрожує знищення природного середовища.